# 올린 에겐
올린 에겐(Olin Jeuck Eggen 또는 Olin Jenck Eggen, 1919년 7월 9일 ~ 1998년 10월 2일)은 미국의 천문학자이다.
에겐은 1919년에 노르웨이계 이민자 부부의 아들로 태어나 위스콘신 대학교 매디슨에서 수학했다. 이후 제2차 세계 대전이 발발하자 전략사무국에서 일하다가 전쟁이 끝나고 1948년에 천체물리학으로 박사 학위를 받았다.
에겐은 당대 최고의 관측천문학자 중 한 사람으로, 도널드 린덴벨과 앨런 샌디지와 함께 1962년에 발표한 논문에서 우리 은하가 가스 구름이 수축하여 형성되었다는 가설을 제기해 유명해졌다. 또한 그는 항성계역학의 개념을 처음 생각해 낸 학자이기도 하다.
에겐은 미국 천문학회의 헨리 노리스 러셀 강사직, 왕립 천문학회 부회장, 호주 천문학회 회장 등을 지냈으며 태평양 천문학회와 호주 물리학 연구소의 일원이기도 했다.
에겐이 죽은 후, 왕립 그리니치 천문대에서 없어졌던 주요 문서 및 자료들을 에겐이 갖고 있었다는 것이 드러났는데, 그 중에는 〈해왕성 문서〉("Neptune File")도 들어 있었다. 에겐은 살아 생전에 이 문서들의 도난 여부에 대해 줄기차게 부인해 온 것으로 알려져 있다.